# Изложба „Нови чланови” (1984)
Изложба „Нови чланови” се одржала од априла до јула 1984. године у Уметничкој галерији у Мајданпеку, Народном музеју у Смедеревској Паланци, Дому културе Смедерево и Галерији Удружења ликовних уметника Србије.

## Уметнички савет
Избор радова за изложбу и пријем нових чланова Удружења ликовних уметника Србије је 1984. године извршио Уметнички савет Удружења у следећем саставу:
- Венија Вучинић Турински, председница Савета
- Раша Тодосијевић, заменик председника
- Јаков Ђуричић
- Грујица Лазаревић
- Душан Марковић (уметник)
- Шемса Гавранкапетановић
- Томислав Петровић
- Милан Сташевић

## Излагачи

### Сликари
1. Дејан Анђелковић
2. Мирослав Бабић
3. Зоран Белић
4. Жељко Бјелица
5. Драган Богичић
6. Јасминка Богдановић
7. Драгољуб Босић
8. Селена Вицковић
9. Снежана Вјештица
10. Звонимир Властић
11. Ненад Војичић
12. Љубица Вукобрадовић
13. Рајко Вуксановић
14. Борис Драгојевић
15. Александар Ђурић
16. Милена Јовановић
17. Дарија Качић
18. Милица Лукић
19. Миливој Љубинковић
20. Драгана Маговчевић
21. Милован Де Стил Марковић
22. Јања Марић
23. Властимир Микић
24. Весна Миливојевић
25. Миленко Михајловић
26. Душан Николић
27. Владимир Николић
28. Зоран Нинковић
29. Мирко Огњановић
30. Владимир Пајевић
31. Александар Поповић
32. Милета Продановић
33. Ђорђе Секулић
34. Раде Станковић
35. Слађана Станковић
36. Јасмина Стојановић

### Вајари
1. Загорка Весић
2. Милутин Јовић
3. Владан Мартиновић
4. Драган Раденовић
5. Вера Станарчевић
6. Предраг Царановић

### Графичари
1. Срђан Алексић
2. Михаило Глигорић
3. Предраг Микалачки
4. Бранко Павић